# Ion Vatamanu
Ion Vatamanu (n. 1 mai 1937, Costiceni – d. 9 august 1993, Chișinău)   a fost doctor în chimie,  poet, publicist și om politic  din Republica Moldova, savant, deputat în primul Parlament al Republicii Moldova (1990–1994).

## Biografie
S-a născut la 1 mai 1937 în comuna Costiceni, județul Hotin (astăzi, Raionul Noua Suliță, regiunea Cernăuți), în familia lui Ion și Maria Vatamanu. A absolvit școala de 7 clase din satul natal, după care urmează școala medie din satul vecin Vancicăuți pe care o termină în 1954. Între anii 1954-1955 lucrează ca învățător la școala din Costiceni .
În perioada anilor 1955-1960 studiază la Universitatea de Stat din Chișinău, la Facultatea de Chimie. În 1962 debutează cu volumul de poezii Primii fulgi.
În 1960 se căsătorește cu Elena Curicheru, studentă la filologie, viitoare trăducătoare, fiica lui Mihail Curicheru, scriitor basarabean deportat în Siberia (unde s-a stins din viață în 1943) .
În 1971  susține la Universitatea din Liov, Ucraina, teza de doctorat în chimie - Studierea oscilopolarografică a complecșilor Bi(3+), Zn(2+), Sb(3+) cu liganzi adecvați și aplicarea acestor complecși în chimia analitică.
În 1973 a fost ales șef de laborator la Institutul de Chimie al Academiei de Științe a Republicii Moldova, funcție pe care o va deține până la sfârșitul vieții. În toți acești ani ai carierei sale de chimist, Ion Vatamanu va publica peste 150 de lucrări științifice în domeniul chimiei analitice, va obține cinci brevete de invenție în domeniul oscilopolarografiei (1980-1989). O serie din metodicile sale vor fi aplicate în sfera agricolă și industrială din fosta Uniune Sovietică și din Moldova, având ca teren de aplicare raioanele Telenești și Anenii Noi. În 1978 publică, în colaborare cu alți lucrători științifici ai laboratorului de chimie, lucrarea Indice Bibliografic al literaturii de polarografie (anii 1922-1977). Iar în 1988 scrie monografia Termodinamica hidrolizei ionilor metalelor în colaborare cu tânărul savant, doctor în chimie Ilie Fiștic.
Între 1989-1991, împreună cu poeta Leonida Lari asigură conducerea ziarului Glasul, primul ziar în grafie latină din perioada postbelică în Republica Moldova, tipărit în Letonia cu sprijinul Societății "Dacia".
Între 1991-1993 a deținut poziția de director al revistei Columna.
În 1990 este ales deputat în primul Parlament al Republicii Moldova și desemnat președinte al Comisiei Parlamentare pentru Cultură și Culte. Semnează Declarația de Independență a Republicii Moldova.
Se stinge din viață la 9 august 1993, și este înmormântat în cimitirul Ortodox Central din Chișinău .

## Citate
„Dispariția lui nedreaptă face ca zeci de generații de tineri să piardă în persoana-i un exemplu imens și irecuperabil: acela că orice ai face în viața asta, fie poezie, fie chimie, fie politică, la toate se asociază demnitatea de om și bun patriot.”—Dumitru Batîr, Dr. Hab. în chimie, Prof. Univ., laureat al Premiului de stat al Republicii Moldova
„Chimia și poezia se împletesc inseparabil în viața lui Ion Vatamanu, aidoma naturii duale undă-particulă a luminii. Din clipa nașterii versului vatamanian, poezia basarabeană nu a mai fost la fel, parcurgând o schimbare de paradigmă.”—Sergiu Petru Palii, laureat al Premiului european pentru știință "Scientia Europaea"
„Ion Vatamanu este un inovator autentic, serios și organic în metamorfozele sale, în schimbările la față, cerute de nevoi lăuntrice, de legile evoluției dialectice. Dialecticianul e spontan, sensibil, credincios în adâncimile sale, evitând noutatea senzațională și cultivând-o pe cea esențială.”—Mihai Cimpoi, academician, Dr. Hab. în filologie, Prof. Univ., critic literar, eminescolog si eseist

## Activitatea literară

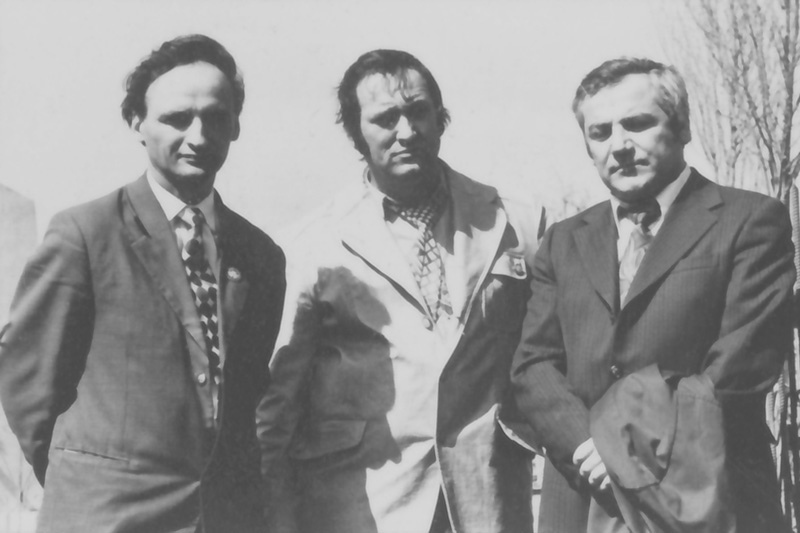
Grigore Vieru, Ion Vatamanu și Serafim Saka în anii '70.

- 1962 - volumul de versuri Primii fulgi, prezentat de Nicolai Costenco. Prin această carte, ca și prin cele ce vor urma, poezia lui Ion Vatamanu impune o formulă lirică nouă, modernă, deosebită de cea tradiționalistă cultivată în Moldova. Datorită acestei atitudini  de "reformator", la care se adaugă originea sa bucovineană și caracterul național basarabean pronunțat al operei sale, poetul de-a lungul întregii vieți, va fi suspectat de acțiuni "subversive" împotriva puterii sovietice și nu va gusta nicicând din "mierea" grațiilor oficiale.
- 1964 - placheta de versuri Monologuri[6].
- 1966 - cartea pentru copii Aventurile lui Atomică. Povestirea reprezintă o fascinantă călătorie a lui Atomică în lumea elementelor chimice și în cea a științei, va cunoaște mai multe ediții, atât în limba română cât și în alte limbi.
- 1967 - volumul de versuri La mijlocul ierbii, prefațat de George Meniuc. Cartea include poemul lirico-epic Basmaua, care exprimă ideea păstrării memoriei ancestrale, a moștenirii străbunilor, și care, până la apariție, cunoaște zeci de recenzii închise.
- 1968 - urma să apară o nouă carte de versuri Pasăre Eu; aflată în faza tipografică, metalul ei fiind topit din cauza aceluiași mult "disputat" poem Basmaua[6].
- 1977 - volumul de versuri De ziua frunzei, prefață de Grigore Vieru, considerată drept una  dintre cele mai valoroase apariții poetice din anii 70, marchează, prin ciclurile Secunde cu munți, Răscoală contra morții și Cu neodihnă, clasicizarea formală a poezii lui Ion Vatamanu.
- 1980 - volumul Viața cuvântului  și Culegerea Teiul, versuri pentru copii.
- 1981 - volumul Iubire de tine. Culegerea înclude câteva cicluri de poezii și balade, precum și poemele de largă respirație lirico-epică Pasăre Eu, Basmaua și Privighetoarea cântă plumb.
- 1982 - În acest an, la Editura Literatura Artistică urma să apară volumul de poezii și balade De pe două margini de război. Cenzura comunistă hipervigilentă stopează cartea în faza de corectură, iar autorul este învinuit de "acțiuni subversive" împotriva puterii de stat. Teatrul "Flacăra" de la Universitatea din Chișinău montează spectacolul Basmaua, după poemul omonim al lui Ion Vatamanu.
- 1983 - volumul de poezii, balade și poeme Măslinul oglindit, prefață de Pavel Boțu. Cartea este o nouă variantă, refăcută și "îmbunătățită" a volumului "ghilotinat" De pe două margini de război, și scoate în evidență o nouă fațetă a poeziei lui Ion Vatamanu: baladescul sau, mai exact, reabilitatea – prin mijloace poetice moderne – a baladescului. Baladele reprezintă o cronică a satului, o "iliadă" a copilăriei văzute cu ochi de matur. Autorul recurge la valorificarea istoriei, reale și imaginare, a mitologiei populare, îmbrăcând cămașa concretului și trecând (cu mult succes!) "proba supunerii la obiect". Teatrul pentru tineret din Chișinău sub conducerea regizorului Silviu Fusu montează spectacolul de poezie "Osia dorului"[7].
- 1984 - volumul A vedea cu inima. Lucrarea include schițe, tablete, eseuri, în care sunt analizate diverse aspecte ale vieții sociale și culturale, probleme ce țin de sfera artei, în general, și a literaturii, în special. La Chișinău are loc serata de creație Cântare văzduhului pașnic al patriei – două ore de poezie cu Ion Vatamanu, manifestare de răsunet în viața culturală din acei ani [8].
- 1985 - cartea de versuri pentru copii Izvoraș cu ochii verzi.
- 1986 - Dimineața mărului. Cartea include ciclurile poematice Vara râurilor repezi, Prăbușirea prietenului, poemul Femeia din muguri, Frumoasa cu prunci, fiind considerată una din cele mai reprezentative lucrări ale autorului. Teatrul literar al elevilor "La steaua" din Chișinău prezintă spectacolul de poezie Privighetoarea cântă plumb, după poemul omonim al lui Ion Vatamanu (regizor Vasile Căpățână). Spectacolul este premiat în cadrul uniu festival unional[7].
- 1987 - culegerea antologică Nimic nu-i zero, prefață de Mihai Cimpoi. Cartea reprezintă o selecție retrospectivă de poezii, balade și poeme. Teatrul pentru copii și tineret din Chișinău prezintă spectacolul "Dimineața mărului" (regizor V. Căpățână) după poezia lui Ion Vatamanu [9].
- În anii 1987-1991, angajat plenar în lupta pentru eliberarea națională a românilor din Basarabia și Bucovina, Ion Vatamanu scrie o serie de poezii cu caracter social-politic, militante, incendiare, de o largă audiență publică: Unire, moldoveni; Celor ce pun graiul la vot; Un popor de felul nostru; Ce vor scriitorii?; Matern la Bucovina, etc.
- 1988 - Dialoguri banale sau trist și vesel despre oameni. Poemele sunt niște parabole sociale în care autorul surprinde și analizează aspecte, stări și atitudeni din anii "restructurării" gorbacioviste.
- 1989 - Izvoraș cu ochii verzi.
- 1990 - Atât de mult al pământului.
- 1994 - cartea pentru copii Unde-i urma mea?
- 1998 - Secunde cu munți în colecția Poeți români contemporani.
- 2000 - Nimic nu-i zero și Să mă chemați să vă cânt.
- 2001 - Altă iubire nu este.
- 2003 - cartea pentru copii Oglinda mofturoasă.
- 2008 - Zidire pe osul ființei. Eseuri în colecția Poeți români contemporani.
- ru  1971 - Цвет абрикоса (Flori de cais)
- ru  1978 - Зеленая колыбель песни (Leaganul verde al unui cântec)
- ru  1980 - Земля поэта (Pământul poietului)
- ru  1983 - Секунды и горы (Secunde și munti)
- ru  1989 - Возвращение домой (Întoarcerea acasă)

## Traduceri (Selecție)
Ion Vatamanu traduce din poeții ruși, ucraineni, lituanieni, letoni, eleni și de asemenea, din poezia americană .
- Walt Whitman, Cântec despre mine însumi (1969)
- Robert Frost, Între creste de munți, culegere culegere de poeme (1970)
- Umbra lui Homer, poeți eleni (1972)
- Poezia negrilor americani (1973)
- Ianis Rainis, Adie vânt, cântec popular în cinci acte (1975)
- Poezia americană antologie (1977)
- Poeți lituanieni, culegere (1981)
- Imants Ziedonis, Basme în culori, proză poetică pentru copii (1982)

## Premii și distincții
- 1984 Medalia de Bronz a Expoziției Realizărilor Economiei Unionale.
- 1987 Diploma de onoare a Prezidiului Sovietic Suprem al Republicii [11].
- 1989 Diploma Televiziunii Moldovenești pentru ciclul de emisiuni "Abeceul moralei".
- 1991 Medalia "Veteran al muncii".
- 1992 Titlul onorific "Maestru al literaturii" [12].
- 1992 Diploma Ligii culturale pentru unitatea românilor de pretutindeni.
- 1995 Premiul "Dacia" în domeniul artei populare, post-mortem.
- 1995 Medalia Eminescu, post-mortem.
- 1996 Diploma Partidului Liberal din Moldova pentru promovarea spiritului de libertate în creație, post-mortem.
- 2010 "Ordinul Republicii", post-mortem.

## Memorie și aprecieri
- 1994 Gimnaziului din s. Pârlița, Ungheni i se conferă numele lui Ion Vatamanu.
- 1995 Liceul teoretic raional din Strășeni devine Liceul "Ion Vatamanu".
- 1997 Școlii medii din satul Costiceni i se conferă numele lui Ion Vatamanu, iar pe clădirea ei este dezvelit un basorelief cu chipul poetului.
- 1997 Cu prilejul aniversării a 60-ea de la naștere, la Academia de Științe din Moldova are loc Sesiunea științifică "Ion Vatamanu – omul și poetul". Tot cu acest prilej, Ministerul Culturii și Uniunea Scriitorilor din Moldova organizează Concursul republican de poezie și muzică tânără "Ion Vatamanu" [13].
- 1999 A avut loc dezvelirea plăcii comemorative a poetului pe clădirea Institultului de Chimie al Academiei de Științe din Moldova.
- În 2007 cu ocazia aniversării a 70 de ani de la nașterea poetului, s-a instituit premiul special "Ion Vatamanu", pentru dragoste de libertate și adevăr, care se decernează anual unui documentar din cadrul Festivalului Internațional de Film Documentar CRONOGRAF de la Chișinău de către fiica poetului, regizoarea Leontina Vatamanu [14].
- În 2010 la Căpriana a fost lansat cenaclul “Ion Vatamanu. Să mă chemați să vă cânt...”
- O stradă din or. Chișinău îi poartă numele. Se află în sectorul Centru, la colțul dintre str. Ip. Soroceanu și Mălina Mică [15].

## Afilieri
- 1992 Membru de onoare al Societății culturale bisericești "Mitropolitul Varlaam"